# Seward (Kansas)
Seward – miasto w Stanach Zjednoczonych, w stanie Kansas, w hrabstwie Stafford.